# Enjoy Punta del Este
O Enjoy Punta del Este (anteriormente Conrad Punta del Este) é um hotel e cassino 5 estrelas, localizado na beira da Praia Mansa, no balneário de Punta del Este, Uruguai, na frente da Ilha Gorriti. Conta com 294 quartos, incluindo 41 suítes de luxo.

## História
A construção do hotel começou em março de 1993, e 1.700 operários trabalharam no local até a sua inauguração oficial no dia 14 de novembro de 1997, pertencendo originalmente à cadeia Hilton.

## Instalações

### Cassino
O cassino do Enjoy é o único privado de toda a América Latina. Tem 3.400 m² e pode-se encontrar 75 mesas diferentes distribuídas em 3 salas, e 582 máquinas de slots. O Conrad também possui uma área de 450 m² destinada somente a clientes VIP.

### Gastronomia
Possui 5 restaurantes e bares:
- Saint Tropez (cozinha italiana)
- Las Brisas (especialidades locais)
- Los Veleros (salão de chá)
- Manjares (festivais internacionais com pratos típicos da localidade representada)
- Gauchos (parrilha)

### Centro de Convenções
O Enjoy conta com dez salões de convenções para conferências, reuniões, congressos, concertos e outros espetáculos.

### Spa
Com quase 1.200 m², este spa reúne opções de atividades físicas, descanso e embelezamento. Entre suas instalações encontra-se uma piscina e banheiras de hidromassagens externas, outra piscina interna aquecida, quadras de tênis, áreas feminina e masculina, banhos de vapor, saunas seca e úmida e áreas de descanso com hidromassagem. Inclui uma academia desportiva com vista para o mar.

### Atividades para crianças
O Enjoy tem 3 espaços para crianças de diferentes idades, que organizam atividades e passeios dentro e fora do hotel.

### Galeria comercial
Dentro do hotel encontra-se uma galeria comercial com oito lojas de marcas internacionais, artesanatos uruguaios, e uma boutique oficial do hotel.